# Colegio Cervantes (Talavera de la Reina)
El antiguo Colegio Cervantes es un edificio de la ciudad española de Talavera de la Reina, en la provincia de Toledo. El inmueble, cuyo origen data del siglo XVI, cuenta con el estatus de Bien de Interés Cultural. En el siglo XXI servía como sede de la Delegación de Servicios de la Junta de Comunidades de Castilla-La Mancha.

## Historia
Se encuentra situado en la plaza del Pan, junto a la parroquia de Santa María la Mayor. El edificio ha tenido diversos usos, con sus consiguientes modificaciones. Cuando el inmueble fue construido, en 1566, fue utilizado como vivienda. En 1863 pasó a ser utilizado como casa consistorial, encontrándose muy deteriorado como consecuencia de la Guerra de Independencia contra los ejércitos napoleónicos, época en la que parece ser que ya se empleaba el inmueble como ayuntamiento. Con posterioridad, pasó a ser utilizado como centro de enseñanza, función que cumplía a comienzos de la década de 1990, y, más tarde, como sede de la Delegación de Servicios de la Junta de Comunidades de Castilla-La Mancha, en el siglo XXI.
Fue declarado Bien de Interés Cultural el 28 de abril de 1992, mediante un decreto publicado en el Diario Oficial de Castilla-La Mancha el 20 de mayo de ese mismo año.
El friso de la portada data de 1556, la fecha más antigua de cuantas se aprecian en la fachada principal. Se puede leer un «Casas consistoriales 1863». También hay una inscripción en honor del padre Juan de Mariana, que fue colocada en 1850, siendo alcalde Juan Bautista Granés. Existe otra más reciente, en azulejos, en la que se explica que el edificio se transformó y arregló para instituto en 1927, siendo alcalde Justiniano López Brea.

## Descripción
Se trata de un edificio de planta cuadrada, con patio interior y habitaciones dispuestas alrededor del mismo, elevándose en dos alturas. La fachada principal conserva la puerta primitiva, renacentista, en arco de medio punto sostenido por dos robustas columnas sobre base dórica. Esta portada queda enmarcada por otras dos columnas de capitel dórico, mucho más esbeltas, que sostienen un friso con triglifos y metopas. Sobre el conjunto descrito se alza una cornisa y otro friso en el que se apoya un cartela, con el nombre del instituto. En cada extremo de este segundo friso aparecen dos bolas y, sobre ellas, dos escudos. La portada queda rematada por un balcón, coronado por un frontón en el que se encuentra esculpido otro escudo.
Las fachadas, tanto la principal como la lateral, tienen balcones en el primer piso y ventanas con rejas en la planta baja. Las ventanas describen arco de medio punto muy rebajado, mientras que los balcones son rectangulares. La fachada posterior, la que da a la plaza del Cardenal Tenorio, y media fachada lateral, corresponden a los muros de un patio, que sería un jardín del primitivo caserón, hoy cubierto. Dichas fachadas están almenadas, cada una de las almenas remata en dos bolas con pequeño cono encima. La fachada posterior tiene una puerta adintelada enmarcada por dos pilastras que representan una moldura a la altura en la que debería aparecer el capitel. Remata esta portada un frontón semicircular con un pequeño escudo de Talavera. El interior del edificio estaba dispuesto a comienzos de la década de 1990 en grandes habitaciones para impartir las clases. Estas salas se distribuían alrededor del patio; algunas mostraban un artesonado de madera, nuevo, ya que los antiguos ardieron y otras presentaban cubiertas de yeso.
El patio, de dimensiones no muy grandes, tiene una zona cubierta en dos de sus laterales debido a que el segundo piso sobresale por encima de la planta baja. Este segundo piso está sostenido por cinco pilares. El edificio está construido en sillería sin trabajar y ladrillo.